# Линген, Берт ван
Берт ван Линген (нидерл. Bert van Lingen; род. 28 декабря 1945, Делфт, Южная Голландия) — нидерландский футбольный тренер, известен по совместной работе с Диком Адвокатом, с которым в качестве ассистента работал с национальными сборными Нидерландов, Бельгии, России и Сербии.

## Карьера
Берт ван Линген выступал за клубы из города Делфт «Конкордия» и ДХК, выступавшие в низших дивизионах. Он перешёл на тренерскую работу, завершив карьеру футболиста преждевременно из-за травмы. Начинал свою тренерскую деятельность ассистентом Яна Зварткрёйса в сборной страны среди военнослужащих. Затем был ассистентом Рона Груневауда в «Гронингене».
В 1979 году 33 летний ван Линген приступил к работе в Королевском футбольном союзе Нидерландов (KNVB). Он был назначен главным тренером женской сборной Нидерландов, а также двух мужских сборных — юношеской сборной (до 17 лет) и сборной Нидерландов по мини-футболу.
В качестве главного тренера женской сборной работал с 1979 по 1986, и затем повторно с 1989 по 1991 год. Суммарно около девяти лет, что является рекордом по продолжительности работы в должности главного тренера женской сборной Нидерландов. Под его руководством женская сборная провела 46 встреч, из которых 21 победа, 15 ничьих и 10 проигрышей. Жена Берта ван Лингена — Вера Паув, нидерландская футболистка и тренер, игрок сборной страны тех лет и главный тренер женской сборной Нидерландов в 2004—2010 годах.
Одновременно ван Линген работал главным тренером юношеской сборной в 1979—1983 годах, позже был ассистентом в молодёжной сборной в 1983—1987 годах, затем приступил к работе со основной сборной Нидерландов. Он был ассистентом Ринуса Михелса в тренерском штабе сборной, которая стала чемпионом Европы в 1988 году, где в финале обыграла сборную СССР. Берт ван Линген продолжал работать в KNVB на протяжении многих лет, где помимо работы со сборной Нидерландов его специализацией была работа по подготовке возрастного резерва, развитие детско-юношеского и молодёжного футбола и разработка соответствующих методических пособий.
В 1992 году новым главным тренером сборной Нидерландов стал Дик Адвокат, до этого также работавший помощником Ринуса Михелса. Берт ван Линген присоединился к тренерскому штабу Адвоката, с которым отправился на ЧМ 1994. Продолжал работу в штабе сборной при Гусе Хиддинке, с которым прошёл квалификацию к ЧМ 1998. В феврале 1998 года стал ассистентом Адвоката в шотландском «Рейнджерс», где работал в течение четырёх лет. В 2002—2004 годах работал ассистентом Адвоката в сборной Нидерландов, но с приходом Марко ван Бастена покинул сборную.
В 2009 году Берт ван Линген воссоединился с Диком Адвокатом в петербургском «Зените», где сменил Корнелиуса Пота. В 2009—2010 годах работал в штабе сборной Бельгии. Летом 2010 года вошёл в тренерской штаб Адвоката в сборной России. При этом ван Линген получил должность технического директора РФС, на этой должности в его обязанности входили: осуществление научно-методической работы, взаимодействие с институтом тренеров, построение вертикали детского и юношеского футбола. Аналогичную должность технического директора женской сборной России заняла супруга ван Лингена Вера Паув, одно время совмещавшая эту должность с работой главным тренером женской сборной России. После отставки Адвоката, продолжил с ним работать в сборной Сербии и в английском «Сандерленде».